# Zemianske Podhradie
Zemianske Podhradie (hongrois : Nemesváralja) est un village de Slovaquie situé dans la région de Trenčín.

## Histoire
La première mention écrite du village date de 1397.

## Démographie

### Évolution de la population
| Année:               | 1994. | 2004.   | 2014.   | 2024.   |
| -------------------- | ----- | ------- | ------- | ------- |
| Nombre de personnes: | 801   | 783     | 773     | 769     |
| Différence:          |       | -2,24 % | -1,27 % | -0,51 % |

| Année:               | 2023. | 2024.   |
| -------------------- | ----- | ------- |
| Nombre de personnes: | 767   | 769     |
| Différence:          |       | +0,26 % |